# Dynetics
Dynetics - американська компанія з прикладних наук та інформаційних технологій зі штаб-квартирою в Хантсвіллі, штат Алабама. Її основними клієнтами є Міністерство оборони США, то Центральне розвідувальне управління і Національне управління з аеронавтики і дослідженню космічного простору (НАСА).

## Історі
Гершель Матені та доктор Стів Гілберт заснували Dynetics у 1974 році.  Впродовж 1980-х років Dynetics розширилася, включивши розробку електрооптичних та інфрачервоних датчиків, аналіз та проектування ракетних систем, розробку програмного забезпечення, моделювання та моделювання, а також експлуатацію іноземних матеріалів радарів, ракети та детектори ракет. 
У 1990-х роках Dynetics продовжував розвивати свій основний бізнес і розширився до галузі автомобільного постачання як постачальник електричних випробувальних систем. З 2000 року Dynetics продає інформаційні технології (ІТ) та послуги з кібербезпеки, в тому числі виграє контракт на надання ІТ-послуг космічному льотному центру Маршалла (MSFC) НАСА.  Компанія розпочала космічний бізнес з розробкою мікросупутника FASTSAT (Fast Affordable Science and Technology Satellite) та придбанням двигуна Orion. Її космічний бізнес продовжував розвиватися завдяки контракту 2013 року на систему SLS (Space Launch System) з НАСА. 
17 грудня 2019 року Leidos оголосила про придбання Dynetics за 1,65 млрд. Доларів США, а придбання було завершено 31 січня 2020 року.